# Cant Get There from Here
Cant Get There from Here è un brano della band statunitense R.E.M. La canzone è il primo singolo estratto dal terzo album della band Fables of the Reconstruction (1985).

## Tracce

### 7": IRS / IRM 102 (UK)
1. "Can't Get There from Here" (Edit) - 3:12
2. "Bandwagon" - 2:15

### 12": IRS / IRT 102 (US)
1. "Can't Get There from Here" (Extended Mix) *- 3:39
2. "Bandwagon" - 2:15
3. "Burning Hell" - 3:49